# 朝海ひかる
朝海 ひかる（あさみ ひかる、1972年1月24日 - ）は、日本の女優。元宝塚歌劇団雪組トップスター。梅田芸術劇場所属。宮城県仙台市、宮城県第三女子高等学校出身。身長166cm。本名は坂本 徳子。愛称は「コム」。夫は歌手の坂本昌行。

## 来歴
1989年、宝塚音楽学校入学。
1991年、宝塚歌劇団に77期生として入団。月組公演「ベルサイユのばら」で初舞台。
1992年、組まわりを経て花組に配属。
1998年1月1日付で、宙組創設に伴う発足メンバーとして宙組へ組替えとなるが、同年12月26日付で再び雪組へ組替えとなる。
2000年の「凱旋門」で役替わり公演初主演。
2001年の「アンナ・カレーニナ」（バウホール・日本青年館公演）で、バウホール単独・東上公演初主演。
2002年の「風と共に去りぬ」（日生劇場公演）で、専科・轟悠の相手役に抜擢を受け、ヒロインのスカーレットを演じる。同年9月24日付で雪組トップスターに就任。新人公演の主演経験が無い男役がトップに就任するのは極めて異例のこととなった。相手役に舞風りらを迎え、翌年の「春麗の淡き光に／Joyful!!」でトップコンビ大劇場お披露目。
2006年12月24日、「堕天使の涙／タランテラ!」東京公演千秋楽をもって、宝塚歌劇団を舞風と同時退団。
退団後は梅田芸術劇場所属となり、舞台を中心に活動している。
2021年、元V6で俳優、タレントの坂本昌行と結婚したことを発表。

## 宝塚歌劇団時代の主な舞台

### 初舞台
- 1991年3 - 5月、月組『ベルサイユのばら-オスカル編-』（宝塚大劇場）[5][4][7][3]

### 組まわり
- 1991年7月、月組・雪組・星組・専科『ベルサイユのばら-オスカル編-』（東京宝塚劇場）[3]
- 1991年11 - 12月、星組『紫禁城の落日』（宝塚大劇場のみ）[3]

### 花組時代
- 1992年2 - 3月、『白扇花集』『スパルタカス』（宝塚大劇場）[3]
- 1992年4 - 5月、『けれど夢の中で めざめたときに』（バウホール）[3]
- 1992年6月、『白扇花集』『スパルタカス』（東京宝塚劇場）[3]
- 1992年8 - 12月、『心の旅路』『ファンシー・タッチ』[3]
- 1993年2 - 3月、『メランコリック・ジゴロ』『ラ・ノーバ!』（宝塚大劇場）[5][3]
- 1993年4 - 5月、『ル・グラン・モーヌ』（バウホール）[15]
- 1993年6月、『メランコリック・ジゴロ』『ラ・ノーバ!』（東京宝塚劇場）[5][3]
- 1993年8 - 9月、『ベイ・シティ・ブルース』『イッツ・ア・ラブ・ストーリー』（宝塚大劇場）[3]
- 1993年10 - 11月、『ワン・タッチ・オブ・ヴィーナス』（天王洲アートスフィア・バウホール）[3]
- 1993年12月、『ベイ・シティ・ブルース』『イッツ・ア・ラブ・ストーリー』（東京宝塚劇場）[3]
- 1994年2月、『ベイ・シティ・ブルース』『イッツ・ア・ラブ・ストーリー』（中日劇場）[16]
- 1994年3 - 5月、『ブラック・ジャック 危険な賭け』 - 新人公演：ブラックジャックの影（本役：匠ひびき）『火の鳥』（宝塚大劇場のみ）[3]
- 1994年7月、ロンドン公演『花扇抄（美しき日本）』『扉のこちら』『ミリオン・ドリームズ』（コロシアム劇場）[5][3]
- 1994年9 - 11月、『冬の嵐、ペテルブルグに死す』『ハイパー・ステージ!』（宝塚大劇場のみ）[3]
- 1995年1月、『哀しみのコルドバ』『メガ・ヴィジョン』（宝塚大劇場）[3]
- 1995年2 - 3月、『LAST DANCE』（バウホール・日本青年館）[3]
- 1995年3月、『哀しみのコルドバ』『メガ・ヴィジョン』（劇場飛天）[3]
- 1995年4月、『哀しみのコルドバ』『メガ・ヴィジョン』（東京宝塚劇場）[3]
- 1995年6 - 8月、『エデンの東』『ダンディズム!』（宝塚大劇場）[3]
- 1995年9 - 10月、『紅はこべ』『メガ・ヴィジョン』（全国ツアー）[3]
- 1995年11月、『エデンの東』『ダンディズム!』（東京宝塚劇場）[3]
- 1996年1 - 4月、『花は花なり』『ハイペリオン』[3]
- 1996年6 - 8月、『ハウ・トゥー・サクシード』（宝塚大劇場） - 新人公演：バド・フランプ（本役：愛華みれ）[注釈 1][5][3]
- 1996年9 - 10月、『HURRICANE』（日本青年館・愛知厚生年金会館）[3]
- 1996年11月、『ハウ・トゥー・サクシード』（東京宝塚劇場） - 新人公演：バド・フランプ（本役：愛華みれ）[注釈 2][5][3]
- 1996年12 - 1997年1月、『RYOMA』（ドラマシティ） - 沖田総司[3]
- 1997年2 - 3月、『失われた楽園』 - 新人公演：エリオット・ウォーカー（本役：愛華みれ）『サザンクロス・レビュー』（宝塚大劇場）[3]
- 1997年4 - 5月、『君に恋して ラビリンス!』（バウホール） - マーティー[3]
- 1997年6月、『失われた楽園』 - 新人公演：エリオット・ウォーカー（本役：愛華みれ）『サザンクロス・レビュー』（東京宝塚劇場）[3]
- 1997年8 - 9月、『ザッツ・レビュー』（宝塚大劇場のみ） - 新人公演：大河原亮（本役：愛華みれ）[3]
- 1997年10 - 11月、『ブルー・スワン』（バウホール・日本青年館・愛知県芸術劇場） - ジュリアン[3]

### 宙組時代
- 1998年1月、『夢幻宝寿頌』『This is TAKARAZUKA!』（香港カルチュラルセンター）[3]
- 1998年3 - 8月、『エクスカリバー』 - ポール『シトラスの風』[3]
- 1998年10 - 12月、『エリザベート』（宝塚大劇場のみ） - ルドルフ[5][3]

### 雪組時代
- 1999年1 - 2月、『心中・恋の大和路』（日本青年館） - 丹波屋八右衛門[12][17][3]
- 1999年4 - 8月、『再会』 - ジャン『ノバ・ボサ・ノバ』 - ブリーザ[注釈 3]／メール夫人[注釈 4]／マール[注釈 5][12][3]
- 1999年6月、『The Wonder Three』（バウホール） トリプル主演[12][3]
- 1999年9 - 10月、『SAY IT AGAIN』（バウホール） - ビンス・プロテウス[18] バウW主演[12][17][7][3]
- 1999年11 - 12月、『バッカスと呼ばれた男』 - ラズロ『華麗なる千拍子'99』（宝塚大劇場）[3]
- 2000年2 - 3月、『バッカスと呼ばれた男』 - ラズロ『華麗なる千拍子』（1000days劇場）[3]
- 2000年4 - 5月、『バッカスと呼ばれた男』 - ラズロ『華麗なる千拍子』（全国ツアー）[3]
- 2000年6 - 8月、『デパートメント・ストア』『凱旋門』 - ローゼンフェルト、役替わり公演：ラヴィック（本役：轟悠）（宝塚大劇場） 役替わり公演主演、初エトワール[11][12][3]
- 2000年9 - 10月、『デパートメント・ストア』『凱旋門』 - ハイメ（1000days劇場）[3]
- 2000年12月、『月夜歌聲（ツキヨノウタゴエ）-闇の中から光が生まれる-』（ドラマシティ・赤坂ACTシアター） - アンシア[12][3]
- 2001年2 - 6月、『猛き黄金の国』 - 矢島彌太郎『パッサージュ』[3]
- 2001年8月、『アンナ・カレーニナ』（バウホール・日本青年館） - アレクセイ・ヴィロンスキー伯爵 東上初主演[12][7][3]
- 2001年10 - 2002年2月、『愛 燃える』 - 伍封『Rose Garden』[3]
- 2002年4月、専科・雪組『風と共に去りぬ』（日生劇場） - スカーレット・オハラ ヒロイン[13][3]
- 2002年5 - 9月、『追憶のバルセロナ』 - ロベルト『ON THE 5th』[3]

### 雪組トップスター時代
- 2002年10 - 11月、『再会』 - ジェラール『華麗なる千拍子2002』（全国ツアー） トップお披露目公演[19][7][3]
- 2003年1 - 5月、『春麗の淡き光に』 - 藤原保輔／藤原保昌『Joyful!!』 大劇場トップお披露目公演[13][4][3]
- 2003年6 - 7月、『春麗の淡き光に』 - 藤原保輔／藤原保昌『Joyful!!』（全国ツアー）[20]
- 2003年8 - 12月、『Romance de Paris』 - ヴァンサン・シュバリエ『レ・コラージュ』[13][3]
- 2004年1月、花組『アプローズ・タカラヅカ!』（宝塚大劇場） Wエトワール[注釈 6][3]
- 2004年1 - 2月、『Romance de Paris』 - ヴァンサン・シュバリエ『レ・コラージュ』（中日劇場）[3]
- 2004年4 - 7月、『スサノオ』 - スサノオ『タカラヅカ・グローリー!』[13][4][3]
- 2004年8 - 9月、『あの日みた夢に』（日本青年館・ドラマシティ） - マイケル[3]
- 2004年11 - 2005年2月、『青い鳥を捜して』 - フィンセント『タカラヅカ・ドリーム・キングダム』[13][4][3]
- 2005年3 - 4月、『睡（ねむ）れる月』（ドラマシティ・日本青年館・福岡市民会館） - 浜松中納言[3]
- 2005年6 - 10月、『霧のミラノ』 - ロレンツォ『ワンダーランド』[5][4][3]
- 2005年11月、『銀の狼』 - シルバ『ワンダーランド』（全国ツアー）[3]
- 2006年1月、星組『ベルサイユのばら-フェルゼンとマリー・アントワネット編-』（宝塚大劇場） - オスカル[注釈 7][4][3]
- 2006年2 - 5月、『ベルサイユのばら-オスカル編-』 - オスカル[1][4][7][3]
- 2006年9 - 12月、『堕天使の涙』 - ルシファー『タランテラ!』 退団公演[4][14][3]

### 出演イベント
- 1991年5月、'91TMP音楽祭『エスノ・ポップス』[3]
- 1994年1月、安寿ミラディナーショー『Miracles of Loving』[3]
- 1995年6月、『エデンの東』『ダンディズム!』前夜祭[21]
- 1997年5月、'97TCAスペシャル『ザ・祭典』[3]
- 1997年12月、『レビュー・スペシャル'97』[3]
- 1998年5月、'98TCAスペシャル『タカラジェンヌ!』[3]
- 1998年9月、朝海ひかるエスプリコンサート『Monochrome Venus』 主演[3]
- 1998年12月、『レビュー・スペシャル'98』[3]
- 1999年3月、『ノバ・ボサ・ノバ』前夜祭[3]
- 1999年5月、'99TCAスペシャル『ハロー!ワンダフル・タイム』[22]
- 1999年11月、『華麗なる千拍子'99』前夜祭[22]
- 1999年12月、『レビュー・スペシャル'99』[3]
- 2000年3月、『寺田瀧雄 作曲生活40周年記念コンサート』[23]
- 2000年9月、TCAスペシャル2000『KING OF REVUE』[24]
- 2001年11月、朝海ひかるディナーショー『Dancer in The Dark』 主演[17][3]
- 2002年6月、TCAスペシャル2002『DREAM』[3]
- 2003年6月、TCAスペシャル2003『ディア・グランド・シアター』[3]
- 2004年4月、『宝塚歌劇90周年記念式典』[25]
- 2004年5月、朝海ひかるディナーショー『Mannish』 主演[26][3]
- 2004年7月、TCAスペシャル2004『タカラヅカ90』[3]
- 2004年10月、宝塚歌劇90周年記念『宝塚歌劇大運動会』[3]
- 2005年4月、TCAスペシャル2005『Beautiful Melody Beautiful Romance』[3]
- 2005年6月、『ゴールデン・ステップス』[3]
- 2005年12月、『花の道 夢の道 永遠の道』[27]
- 2006年7 - 8月、朝海ひかるバウ・スペシャル『アルバトロス、南へ』 主演[4][3]
- 2006年9月、TCAスペシャル2006『ワンダフル・ドリーマーズ』[4]

## 宝塚歌劇団退団後の主な活動

### 舞台
- 『PRIMARY COLORS』（2007年5月、ル・テアトル銀座・兵庫県芸術文化センター）
- 『DANCIN' CRAZY』（2007年8月、文京シビックホール・ゆうぽうと簡易保険ホール・梅田芸術劇場）
- ブロードウェイミュージカル『蜘蛛女のキス 〜KISS OF THE SPIDER WOMAN〜』（2007年11月 東京芸術劇場中ホール、梅田芸術劇場メインホール）-蜘蛛女/オーロラ 役
- 『トライアンフ・オブ・ラヴ〜愛の勝利』（2008年4月、天王洲 銀河劇場・兵庫県立芸術文化センター/中ホール） - プリンセス・レオニード
- 『Calli〜炎の女カルメン』（2008年5月31日 - 6月8日、天王洲 銀河劇場） - カルメン 役
- 『エリザベート』（2008年8月 - 2009年1月、中日劇場・博多座・帝国劇場・梅田芸術劇場） - エリザベート 役[注釈 8]
- ミュージカル『シラノ』（2009年5月5日 - 28日、日生劇場）- ロクサーヌ 役
- 『暗くなるまで待って』（2009年12月 - シアター1010、シアター・ドラマシティ、東京グローブ座、2010年1月 - 名古屋 名鉄ホール、仙台イズミティ21） - スージー 役
- 『MATERIAL 〜波津彬子作 "雨柳堂夢咄" より〜』（2010年2月、天王洲 銀河劇場。3月、シアター・ドラマシティ）
- 『ローマの休日』（2010年4月 - 5月 天王洲 銀河劇場、シアター・ドラマシティ）- アン王女 役
- 『エリザベート』（2010年8月 - 2010年10月、帝国劇場） - エリザベート 役[注釈 9]
- 『Dream Trail -宝塚伝説-』（2011年1月、青山劇場・シアター・ドラマシティ）
- ミュージカル『おもひでぽろぽろ』（2011年4月、わらび座・天王洲 銀河劇場）- タエ子役
- 『6月のビターオレンジ』（2011年6月 - 7月、東京グローブ座・森ノ宮ピロティホール）
- 朗読劇『星の牧場 〜朗読×歌×ダンス〜』（2011年8月、日本青年館・シアタードラマシティ）
- 『みんな我が子』（2011年12月、梅田芸術劇場）- アン役
- 『DANCIN' CRAZY 2』（2012年3月、梅田芸術劇場・Bunkamura オーチャードホール）
- 『しみじみ日本・乃木大将』（2012年7月、彩の国さいたま芸術劇場大ホール 他） - はな/児玉源太郎 役
- 『エリザベート・スペシャルガラコンサート』（2012年11月、東急シアターオーブ・梅田芸術劇場） - ルドルフ役
- 『助太刀屋助六 外伝』 - 美弥 役
- 『天翔ける風に』 - 三条英 役
- 『DREAM, A DREAM』
- 『その後のふたり』 ｰ 七海 役
- ミュージカル『おもひでぽろぽろ』 - タエ子役
- 『ASAMI LIVE THE LEGENDARY LADIES OF HOLLYWOOD ハリウッドの伝説の女優たち』
- 『CHICAGO』 - ロキシー・ハート 役[注釈 10]
- 「ボンベイドリームス」ラニ役　（東京国際フォーラム・梅田芸術劇場メインホール）
- 「Golden Songs」 （東京国際フォーラム・梅田芸術劇場メインホール）
- 「アドルフに告ぐ」由季江役　（KAAT神奈川芸術劇場・宮崎メディキット県民文化センター・京都春秋座・刈谷市総合文化センター）
- ミュージカル『DNA-SHARAKU』 - 小紫 役
- 『御宿かわせみ』
- 『CHICAGO』 - ロキシー・ハート 役[注釈 11]
- 『幽霊』 - ヘレーネ 役[28]
- エリザベートTAKARAZUKA20周年スペシャル・ガラ・コンサート　ルドルフ役
- こまつ座「私はだれでしょう」川北京子役
- リーディングドラマ「シスター」
- 「ローマの休日」アン役
- 「黒蜥蜴」ひな役
- 「TOP HAT」マッジ・ハードウィック役
- 「Jubilant」東京會舘プレオープンイベント
- 「ベルサイユのばら45」
- 「かもめ」
- こまつ座「日本人のへそ」（2021年3月6日 - 28日 紀伊國屋サザンシアターTAKASHIMAYA、2021年4月6日 - 7日 関内ホール　大ホール、2021年4月1日 - 4日 新歌舞伎座、2021年4月10日 多賀城市民会館　大ホール、2021年4月17日 - 18日　日本特殊陶業市民会館（ビレッジホール））
- 「Ｍ.バタフライ」（2022年6月24日 - 7月31日、新国立劇場 小劇場 他）[29]
- りゅーとぴあ×世田谷パブリックシアター「住所まちがい」（2022年9月26日 - 10月9日、世田谷パブリックシアター他、愛知・兵庫・長野・新潟）[30]
- 「ブラック・コメディ」（2024年8月17日 - 9月1日、IMM THEATER） - ミス・ファーニヴァル 役[31]
- 「Silent Sky」（2024年10月18日 - 27日、俳優座劇場 / 11月1日 - 4日、ABCホール） - ヘンリエッタ・レヴィット[32]
- 朗読公演 三島由紀夫生誕100年記念「近代能楽集」よりⅠ「邯鄲」「葵上」（2025年5月13日・14日、有楽町朝日ホール）[33]
- 「Too young」（2025年11月13日 - 24日〈予定〉、紀伊國屋ホール）[34]
- あたらしい国際交流プログラム リーディング公演「紅い落葉」（2025年8月16日・17日〈予定〉、シアタートラム） - バネッサ・ムーア 役[35]

### ドラマ
- 派遣のオスカル〜 『少女漫画』に愛をこめて（2009年8月 - 10月、NHK） - 八城さやか
- 螻蛄（疫病神シリーズ）（2016年2月 - 、BSスカパー!） - 涼子 役[36]
- 遺留捜査第6シーズン 第4話（2021年2月4日、テレビ朝日）- 中松里香子（川端葉子）役

## CM出演
- 1996 - 2006年、菓匠三全『萩の月』[3]

## 受賞歴
- 1998年、『宝塚歌劇団年度賞』 - 1997年度努力賞[37]
- 2000年、『阪急すみれ会パンジー賞』 - 新人賞[38]
- 2001年、『宝塚歌劇団年度賞』 - 2000年度努力賞[37]
- 2003年、『宝塚歌劇団年度賞』 - 2002年度優秀賞[37]
- 2004年、『阪急すみれ会パンジー賞』 - 男役賞[38]